# Atletika na Letních olympijských hrách 1996 – hod diskem ženy
V hodu diskem žen na Letních olympijských hrách 1996 v Atlantě ve státě Georgie se startovalo celkem 39 závodnic, přičemž značka kvalifikačního kola byla nastavena na 62,00 metrů.

## Medailistky
| Zlato   | Ilke Wyluddaová Německo (GER)     |
| Stříbro | Natalja Sadovová Rusko (RUS)      |
| Bronz   | Jellina Zverevová Bělorusko (BLR) |

## Výsledky

### Kvalifikace
Pro postup do finále musí být výsledek minimálně 62 metrů nebo do finále postoupí alespoň 12 nejlepších soutěžících.
| Pořadí | Skupina | Atletka                    | Národ                  | #1    | #2    | #3    | Výsledek |
| ------ | ------- | -------------------------- | ---------------------- | ----- | ----- | ----- | -------- |
| 1      | A       | Ilke Wyluddaová            | Německo                | 66,78 |       |       | 66,78    |
| 2      | B       | Sjao Jen-lingová           | Čína                   | 59,56 | 59,60 | 65,10 | 65,10    |
| 3      | B       | Franka Dietzschová         | Německo                | 63,94 |       |       | 63,94    |
| 4      | B       | Anja Gündlerová            | Německo                | 53.10 | 61.72 | 63,80 | 63,80    |
| 5      | A       | Olga Čerňavská             | Rusko                  | 60,36 | 59,62 | 63,02 | 63,02    |
| 6      | A       | Nicoleta Grasuová          | Rumunsko               | 63,00 |       |       | 63,00    |
| 6      | B       | Lisa-Marie Vizaniariová    | Austrálie              | 63,00 |       |       | 63,00    |
| 8      | A       | Jellina Zverevová          | Bělorusko              | 61,86 | 62,74 |       | 62,74    |
| 9      | B       | Natalja Sadovová           | Rusko                  | 59,50 | 61,36 | 62,28 | 62,28    |
| 10     | B       | Mette Bergmannová          | Norsko                 | 59,60 | 62,24 |       | 62,24    |
| 11     | B       | Irina Jatčenková           | Bělorusko              | 59,60 | 62,04 |       | 62.04    |
| 12     | A       | Teresa Machadová           | Portugalsko            | 59,14 | 62,02 |       | 62,02    |
| 13     | B       | Bárbara Hechavarríová      | Kuba                   | 56,74 | 61,38 | 61,98 | 61,98    |
| 14     | A       | Daniela Costianová         | Austrálie              | 61,66 | x     | 61.24 | 61,66    |
| 15     | B       | Alice Matějková            | Česko                  | 60,72 | 59,40 | x     | 60,72    |
| 16     | A       | Maritza Marténová          | Kuba                   | 59,70 | 57,80 | 60,08 | 60,08    |
| 17     | A       | Atanaska Angelovová        | Bulharsko              | 59,82 | x     | x     | 59,82    |
| 18     | A       | Anastasia Kelesidouová     | Řecko                  | 59,60 | 58,44 | 58,56 | 59,60    |
| 19     | A       | Zdeňka Šilhavá             | Česko                  | 59,24 | 57,98 | 57,14 | 59,24    |
| 20     | B       | Jackie McKernanová         | Velká Británie         | 53,74 | 58,88 | 57,60 | 58,88    |
| 21     | B       | Jacqueline Goormachtighová | Nizozemsko             | 55,70 | 56,94 | 58,74 | 58,74    |
| 22     | A       | Ekaterini Voggoliová       | Řecko                  | 58,24 | 55,48 | 58,70 | 58,70    |
| 23     | B       | Beatrice Faumuinová        | Nový Zéland            | 57,30 | x     | 58,40 | 58,40    |
| 24     | B       | Valentina Ivanovová        | Rusko                  | 58,30 | 58,38 | 58,32 | 58,38    |
| 25     | A       | Renata Katewiczová         | Polsko                 | x     | x     | 58,24 | 58,24    |
| 25     | B       | Eha Rünneová               | Estonsko               | x     | x     | 58,24 | 58,24    |
| 27     | B       | Cristina Boitová           | Rumunsko               | 58,10 | x     | x     | 58,10    |
| 28     | A       | Monia Kariová              | Tunisko                | x     | 53,02 | 58,02 | 58,02    |
| 29     | B       | Olena Antonovová           | Ukrajina               | 57,56 | 57,92 | 54,82 | 57,92    |
| 30     | A       | Lacy Barnesová-Milehamová  | Spojené státy americké | x     | 57,48 | 56,32 | 57,48    |
| 31     | B       | Stella Tsikounová          | Řecko                  | x     | 53,62 | 56,66 | 56,66    |
| 32     | A       | Agnese Maffeisová          | Itálie                 | x     | x     | 56,54 | 56,54    |
| 33     | B       | Suzy Powellová             | Spojené státy americké | 55,06 | 56,24 | 53,98 | 56,24    |
| 34     | A       | Aretha Hillová             | Spojené státy americké | 56,04 | 55,20 | 55,14 | 56,04    |
| 35     | A       | Liliana Martinelliová      | Argentina              | 51,46 | 55,68 | x     | 55,68    |
| 36     | A       | Corrie de Bruin            | Nizozemsko             | x     | x     | 55,48 | 55,48    |
| 37     | B       | Isabelle Devaluezová       | Francie                | 55,08 | x     | 53,92 | 55,08    |
| 38     | A       | Ljudmila Filimonovová      | Bělorusko              | x     | 53,30 | x     | 53,30    |
| 39     | A       | Oumou Traoréová            | Mali                   | x     | 39,70 | 37,16 | 39,70    |

### Finále
| Pořadí                      | Atletka                 | Národ       | #1    | #2    | #3    | #4    | #5    | #6    | Výsledek |
| --------------------------- | ----------------------- | ----------- | ----- | ----- | ----- | ----- | ----- | ----- | -------- |
| Zlatá olympijská medaile    | Ilke Wyluddaová         | Německo     | 68,02 | 69,66 | 66,70 | 67,86 | 67,34 | x     | 69,66    |
| Stříbrná olympijská medaile | Natalja Sadovová        | Rusko       | 62,04 | 65,66 | 63,34 | 66,48 | 65,72 | 65,82 | 66,48    |
| Bronzová olympijská medaile | Jellina Zverevová       | Bělorusko   | 63,96 | 65,64 | 65,64 | 63,02 | 64,10 | 64,84 | 65,64    |
| 4                           | Franka Dietzschová      | Německo     | 64,22 | 65,48 | 63,90 | 63,56 | x     | x     | 65,48    |
| 5                           | Sjao Jen-lingová        | Čína        | 56,90 | 63,34 | 63,72 | 60,86 | 64,72 | x     | 64,72    |
| 6                           | Olga Čerňavská          | Rusko       | 64,70 | 64,06 | x     | 64,20 | 61,40 | x     | 64,70    |
| 7                           | Nicoleta Grasuová       | Rumunsko    | 61,12 | 63,28 | x     | 59,92 | 62,78 | 63,26 | 63,28    |
| 8                           | Lisa-Marie Vizaniariová | Austrálie   | 62,48 | x     | 59,62 | 60,32 | x     | 59.96 | 62,48    |
| 9                           | Mette Bergmannová       | Norsko      | 59,48 | x     | 62,28 |       |       |       | 62,28    |
| 10                          | Teresa Machadová        | Portugalsko | 61.38 | 60,48 | 60,02 |       |       |       | 61,38    |
| 11                          | Anja Gündlerová         | Německo     | 61,16 | 60,76 | 59,48 |       |       |       | 61,16    |
| 12                          | Irina Jatčenková        | Bělorusko   | x     | 57,76 | 60,46 |       |       |       | 60,46    |